# 函館市立戸井学園
函館市立戸井学園（はこだてしりつ といがくえん）は、北海道函館市釜谷町にある公立の義務教育学校。

## 沿革
- 2019年（令和元年）12月9日 - 第4回函館市議会定例会にて、日新中学校・潮光中学校・日新小学校・戸井西小学校を1校に統合した新学校名を「函館市立戸井学園」と議決[1]。
- 2021年（令和3年）
  - 4月1日 - 日新・潮光の2中学校と日新・戸井西の2小学校を1校に統合し、函館市内初の義務教育学校として開校。なお、校舎は、潮光中学校校舎を増築して使用する[1]。
  - 4月6日 - 第1回入学式挙行。
  - 4月21日 - 学園ホームページリニューアル。
  - 5月23日 - 第1回運動会開催。
  - 6月1日 - 開校式挙行。
- 2022年（令和4年）
  - 3月15日 - 第1回卒業証書授与式挙行。
  - 3月18日 - 4年生と7年生のステージ修了式挙行。
  - 3月24日 - 最初の修了式と離任式挙行。

## 周辺
- 国道278号釜谷バイパス
- 戸井運動広場

## アクセス
- 函館バス「91」・「91A」・「91B」・「91C」の各系統で、「潮光中学校前」バス停下車後、徒歩約385m・約6分（直線距離は近いが、道路の関係で、やや遠回りとなる）。